# Rhene flavigera
Rhene flavigera là một loài nhện trong họ Salticidae.
Loài này thuộc chi Rhene. Rhene flavigera được Carl Ludwig Koch miêu tả năm 1846.

## Hình ảnh

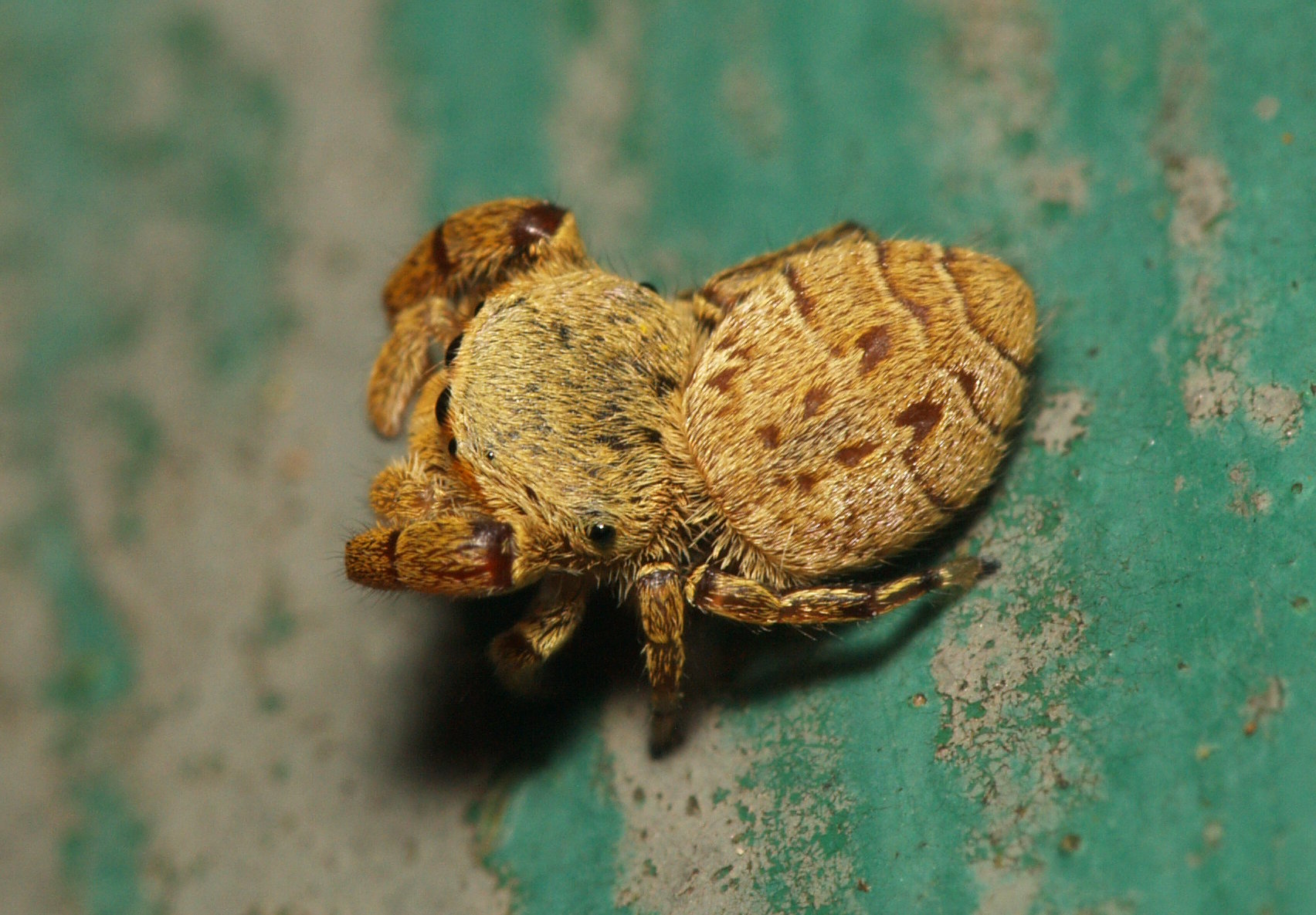
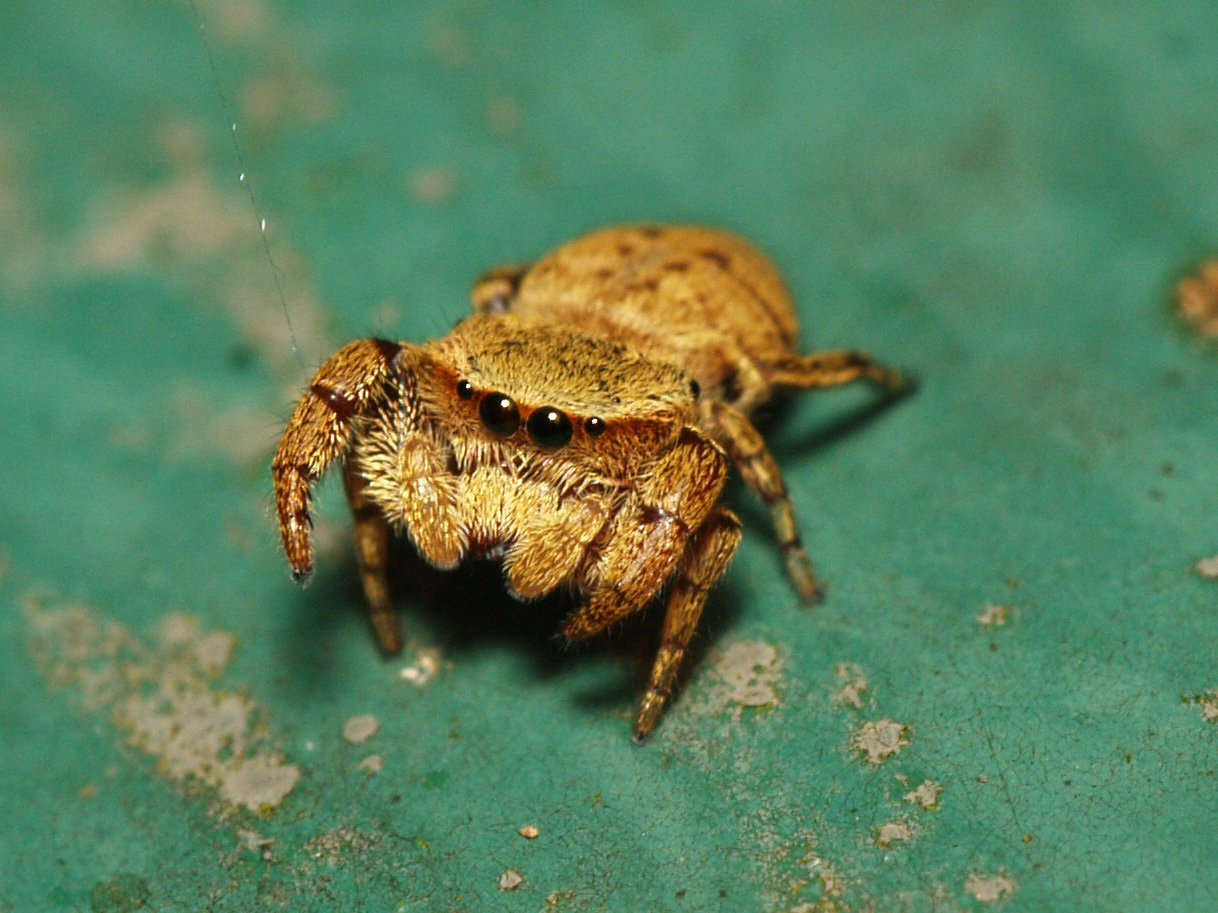